# Mega Mall
Mega Mall este un centru comercial din București care a fost inaugurat la 14 mai 2015, situat lângă Arena Națională, compus din peste 200 de magazine, un hipermarket Carrefour, un cinematograf multiplex și o sală de fitness cu piscină.
Mega Mall se întinde pe 4 niveluri și are 3.000 de locuri de parcare subterană și supraterană, dispuse pe 7 niveluri. 
Centrul comercial a fost deschis în urma unei investiții de circa 200 milioane de euro și are o suprafață construită de 230.000 de metri pătrați, din care o suprafață închiriabilă de 75.800 de metri pătrați.